# Seconda Divisione 1929-1930
La Seconda Divisione 1929-1930 fu il campionato interregionale di quell’edizione del campionato italiano di calcio, organizzato e gestito da due distinti organismi: il Direttorio Divisioni Inferiori Nord ed il Direttorio Meridionale.
Il Direttorio Divisioni Inferiori Nord (D.D.I.N.) con sede a Genova che, dal 1926-27, gestiva l'ultimo livello interregionale Nord e i gironi di finale dei campionati regionali Nord di Terza Divisione con competenza territoriale fino alla Toscana e alla Romagna. Il Direttorio Meridionale aveva sede a Roma che gestiva la Seconda Divisione, ed in deroga la Prima Divisione, con competenza territoriale da Lazio e Marche fino alle zone insulari.

## L’ultimo campionato interregionale
Col trasferimento di molti enti federali a Roma, la progressiva creazione di tutti i Gruppi Arbitri e la costituzione di quasi tutti i Direttori Regionali (mancavano all'appello solo la Venezia Tridentina, non ricostituito dopo il campionato 1928-29 ma solo in seguito, con Calabria aggregata alla Basilicata) si rendeva necessario un importante cambiamento, cambiamento che i Direttori Regionali potevano sostenere.
Alla fine di questo campionato il Direttorio Federale decise l'abolizione di tutti gli enti ritenuti ormai inutili: il C.C.D. dell'U.L.I.C., il Direttorio Divisioni Inferiori e il Direttorio Meridionale (di cui rimase ancora attivo il Fiduciario del D.D.S. per il Sud per un solo girone di Prima Divisione).
Di fatto, con i notevoli cambiamenti attuati sui campionati nazionali che vennero progressivamente ri-ampliati anno per anno riassorbendo nel DDS le squadre del Nord che la Carta di Viareggio aveva spedito nelle leghe inferiori per far spazio ai club meridionali, i Direttori Regionali avevano "pompato" nei campionati di Seconda Divisione sia Nord che Sud una decina di squadre ogni anno malgrado l'aumento delle tasse di affiliazione e la rinuncia di quelle società impossibilitate a portare a termine il campionato per gravi motivi finanziari e logistici. Delle 80 formazioni del DDIN di questa stagione, 56 erano membri dall’anno precedente, 23 erano state promosse o invitate dalla Terza Divisione e una giungeva per dissesto economico dal DDS.
I campionati regionali si erano ridotti ad una sola categoria, la Terza Divisione, e dal 1926, anno in cui con la Carta di Viareggio si era ordinata la repentina fine della Quarta Divisione, le squadre erano notevolmente aumentate grazie soprattutto all'ingresso di società giovani provenienti dall'U.L.I.C. e quelle costituite sotto l'egida dell'Opera Nazionale Dopolavoro.
Decisiva si era rivelata la mossa del Governo di regolamentare la progettazione dei nuovi campi sportivi del "Littorio" e la ristrutturazione di quelli vecchi approvando la Legge 21 giugno 1928 n. 2001 che nel giro di 12 mesi aveva portato quasi al raddoppio degli impianti sportivi presenti sul suolo italiano favorendo soprattutto i centri più piccoli dove i campionati giovanili dell'U.L.I.C. erano particolarmente combattuti.
Alla fine della stagione 1929-30 la Seconda Divisione verrà "passata di competenza" diventando il massimo livello regionale, perdendo la sua importante funzione di campionato intermedio ed interregionale. In un'epoca in cui vigeva un professionismo palese (ma occulto per la sola FIFA), anche in questo campionato qualche giocatore portava a casa un rimborso spese ma soprattutto una retribuzione da lavoro dipendente.
Il regolamento del campionato all'inizio della stagione aveva stabilito che le ultime due squadre classificate di ogni girone al Nord, e l'ultima al Sud, sarebbero state retrocesse ai campionati Regionali. Solo alla fine della stagione, con la decisione dell'eliminazione del Direttorio Divisioni Inferiori Nord e del Direttorio Meridionale (che nella stagione successiva mantenne a Roma aperti gli uffici solo per gestire il girone D definito "Sud" della Prima Divisione come sede staccata del D.D.S. avente sede a Milano) si decise di annullare tutte le retrocessioni. I gironi di Seconda Divisione, organizzati nella stagione successiva dai Direttori Regionali, non ebbero particolari variazioni di organico: furono quasi tutti composti dalle 10 alle 12 squadre al massimo. Alla Prima Divisione furono ammesse anche tutte le seconde squadre classificate.

## Direttorio Divisioni Inferiori Nord

### Girone A

#### Squadre partecipanti
| Club partecipanti           | Rosa     | Città                        | Stadio               | Stagione 1928-1929                            |
| --------------------------- | -------- | ---------------------------- | -------------------- | --------------------------------------------- |
| U.S. Alessandro Volta       | dettagli | Genova                       |                      | "Fassicomo" 1ª in 3ª Div. Liguria/B, promossa |
| S.S. Braidese               | dettagli | Bra (CN)                     |                      | 7ª in 2ª Div. Nord/B                          |
| Entella F.B.C.              | dettagli | Chiavari (GE)                | Campo di corso Dante | 2ª in 2ª Div. Nord/A                          |
| U.S. Imperia                | dettagli | Imperia                      |                      | 4ª in 2ª Div. Nord/A                          |
| S.S. Italia Nuova           | dettagli | Ge-Bolzaneto                 |                      | 8ª in 2ª Div. Nord/A                          |
| Pol. La Fedelissima Cuneese | dettagli | Cuneo                        |                      | 5ª in 2ª Div. Nord/A                          |
| G.S. Odero-Terni            | dettagli | La Spezia                    |                      | 5ª in 2ª Div. Nord/A                          |
| U.S. Pontedecimo            | dettagli | Ge-Pontedecimo               |                      | 9ª in 2ª Div. Nord/A                          |
| U.S. Saviglianese           | dettagli | Savigliano (CN)              |                      | 2ª in 2ª Div. Nord/B                          |
| Spes F.C.                   | dettagli | Genova                       |                      | 6ª in 2ª Div. Nord/A                          |
| S.S. Tigullio               | dettagli | Santa Margherita Ligure (GE) |                      | 6ª in 2ª Div. Nord/A                          |
| Vado F.C.                   | dettagli | Vado Ligure (SV)             |                      | 2ª in 2ª Div. Nord/A                          |
| U.S. Val Pellice            | dettagli | Torre Pellice (TO)           |                      | 1ª in 3ª Div. Piemonte/B, promossa            |

#### Classifica finale
|  | Pos. | Squadra                | Pt       | G  | V  | N | P  | GF | GS | DR  |
|  | ---- | ---------------------- | -------- | -- | -- | - | -- | -- | -- | --- |
|  | 1.   | Imperia                | 31       | 20 | 14 | 3 | 3  | 64 | 17 | +47 |
|  | 2.   | Braidese               | 25       | 20 | 10 | 5 | 5  | 38 | 32 | +6  |
|  | 3.   | Entella                | 24       | 20 | 10 | 4 | 6  | 38 | 32 | +6  |
|  | 3.   | Pontedecimo            | 24       | 20 | 10 | 4 | 6  | 46 | 37 | +9  |
|  | 5.   | Val Pellice            | 20       | 20 | 9  | 2 | 9  | 43 | 34 | +9  |
|  | 5.   | Alessandro Volta       | 20       | 20 | 9  | 2 | 9  | 33 | 30 | +3  |
|  | 7.   | Odero-Terni (-1)       | 17       | 20 | 7  | 4 | 9  | 25 | 34 | -9  |
|  | 8.   | Tigullio               | 16       | 20 | 6  | 4 | 10 | 24 | 58 | -34 |
|  | 9.   | Saviglianese           | 15       | 20 | 7  | 1 | 12 | 32 | 39 | -7  |
|  | 10.  | Vado (-1)              | 14       | 20 | 6  | 3 | 11 | 24 | 39 | -15 |
|  | 11.  | Spes Genova (-1)       | 11       | 20 | 5  | 2 | 13 | 25 | 39 | -14 |
|  | ---  | Italia Nuova           | Ritirata |    |    |   |    |    |    |     |
|  | ---  | La Fedelissima Cuneese | Ritirata |    |    |   |    |    |    |     |

Legenda:

      Promosso in Prima Divisione 1930-1931.
      Ammesso in Prima Divisione a completamento organici.
Note:

Due punti a vittoria, uno a pareggio, zero a sconfitta.

### Girone B

#### Squadre partecipanti
| Club partecipanti          | Rosa     | Città              | Stadio                | Stagione 1928-1929                  |
| -------------------------- | -------- | ------------------ | --------------------- | ----------------------------------- |
| Abbiategrasso F.C.         | dettagli | Abbiategrasso (MI) |                       | 12ª in 2ª Div. Nord/C               |
| G.S. Acciaierie e Ferriere | dettagli | Novi Ligure (AL)   |                       | 1ª in 3ª Div. Liguria/A, promosso   |
| Alleanza F.C.              | dettagli | Milano             |                       | 6ª in 2ª Div. Nord/C                |
| A.S. Arona                 | dettagli | Arona (NO)         |                       | 9ª in 2ª Div. Nord/B                |
| G.S. Bonservizi-Tonoli     | dettagli | Milano-Bovisa (MI) | Campo di via Candiani | 1ª in 3ª Div. Lombardia/G, ammessa  |
| U.S. Borgosesia            | dettagli | Borgosesia (VC)    |                       | 8ª in 2ª Div. Nord/B                |
| A.S. Cusiana               | dettagli | Omegna (NO)        |                       | 10ª in 2ª Div. Nord/A               |
| G.S. Dop. Isotta Fraschini | dettagli | Milano             | Campo di via Imbonati | 2ª in 3ª Div. Lombardia/F, ammessa  |
| Sport Iris Milan           | dettagli | Milano (MI)        |                       | 9ª in 2ª Div. Nord/C                |
| Minerva F.C.               | dettagli | Milano (MI)        |                       | 5ª in 2ª Div. Nord/C                |
| Rovellasca F.C.            | dettagli | Rovellasca (CO)    |                       | 1ª in 3ª Div. Lombardia/D, ammessa  |
| U.S. Sestese               | dettagli | Sesto Calende (VA) |                       | 3ª in 2ª Div. Nord/C                |
| S.G. Stradellina           | dettagli | Stradella (PV)     |                       | 1ª in 3ª Div. Lombardia/A, promossa |
| U.S. Trecatese             | dettagli | Trecate (NO)       |                       | 1ª in 3ª Div. Piemonte/A, ammessa   |

#### Classifica finale
|  | Pos. | Squadra               | Pt       | G  | V  | N  | P  | GF | GS | DR  |
|  | ---- | --------------------- | -------- | -- | -- | -- | -- | -- | -- | --- |
|  | 1.   | Isotta Fraschini      | 32       | 24 | 11 | 10 | 3  | 47 | 21 | +26 |
|  | 2.   | Abbiategrasso         | 30       | 24 | 12 | 6  | 6  | 42 | 25 | +17 |
|  | 2.   | Minerva               | 30       | 24 | 12 | 6  | 6  | 45 | 32 | +13 |
|  | 4.   | Stradellina           | 28       | 24 | 11 | 6  | 7  | 48 | 31 | +17 |
|  | 5.   | Sestese               | 27       | 24 | 10 | 7  | 7  | 49 | 34 | +15 |
|  | 6.   | Arona                 | 26       | 24 | 10 | 7  | 7  | 49 | 34 | +15 |
|  | 7.   | Cusiana               | 24       | 24 | 9  | 6  | 9  | 33 | 30 | +3  |
|  | 7.   | Trecatese             | 24       | 24 | 9  | 6  | 9  | 32 | 43 | -11 |
|  | 9.   | Bonservizi-Tonoli     | 23       | 24 | 11 | 1  | 12 | 37 | 46 | -9  |
|  | 10.  | Acciaierie e Ferriere | 21       | 24 | 7  | 7  | 10 | 28 | 36 | -8  |
|  | 11.  | Alleanza              | 19       | 24 | 7  | 5  | 12 | 29 | 37 | +8  |
|  | 12.  | Rovellasca            | 17       | 24 | 5  | 7  | 12 | 22 | 41 | -19 |
|  | 13.  | Iris Milan            | 11       | 24 | 3  | 5  | 16 | 23 | 66 | -23 |
|  | ---  | Borgosesia            | Ritirata |    |    |    |    |    |    |     |

Legenda:

      Promosso in Prima Divisione 1930-1931.
      Ammesso in Prima Divisione a completamento organici.
Note:

Due punti a vittoria, uno a pareggio, zero a sconfitta.

### Girone C

#### Avvenimenti
A seguito della gara Lanificio Manerbio-Trevigliese del 30 marzo 1930 il D.D.I.N. con comunicato n. 30 del 5 aprile 1930 punì il Lanificio con l'esclusione dal campionato per la brutale aggressione subita dai giocatori ed accompagnatori della Trevigliese con la richiesta di specificare i nomi degli aggressori.
Quando il Lanificio di Manerbio denunciò i nomi degli autori era ormai troppo tardi per poter recuperare le gare non disputate. Riabilitato il Lanificio di Manerbio togliendo la squalifica, il D.D.I.N. decise di omologare la classifica finale così come è, con le sole gare disputate.

#### Squadre partecipanti
| Club partecipanti                     | Rosa     | Città                     | Stadio                           | Stagione 1928-1929                  |
| ------------------------------------- | -------- | ------------------------- | -------------------------------- | ----------------------------------- |
| G.S.Dop. Cantù                        | dettagli | Cantù (CO)                |                                  | 2º in 3ª Div. Lombardia/D, ammesso  |
| U.S. Caratese                         | dettagli | Carate Brianza (MI)       | Campo Sportivo del Littorio      | 7ª in 2ª Div. Nord/C                |
| S.C. Desio                            | dettagli | Desio (MI)                | Campo Sportivo Gavazzi-Targetti  | 11ª in 2ª Div. Nord/C               |
| C.S. Falco                            | dettagli | Albino (BG)               |                                  | 1º in 3ª Div. Lombardia/E, promosso |
| U.S. Fiorenzuola 83ª Legione M.V.S.N. | dettagli | Fiorenzuola d'Arda (PC)   |                                  | 6ª in 2ª Div. Nord/C                |
| G.S. Franchi Gregorini                | dettagli | Lovere (BG)               | Campo Sportivo Franchi Gregorini | 10ª in 2ª Div. Nord/D               |
| G.S. Lanificio di Manerbio            | dettagli | Manerbio (BS)             |                                  | 9ª in 2ª Div. Nord/D                |
| G.S. Marelli                          | dettagli | Sesto San Giovanni (MI)   | Campo Marelli                    | 1ª in 3ª Div. Lombardia/C, ammesso  |
| G.S.F. Pro Palazzolo                  | dettagli | Palazzolo sull'Oglio (BS) |                                  | 2ª in 2ª Div. Nord/D                |
| U.S. Rhodense                         | dettagli | Rho (MI)                  |                                  | 1ª in 3ª Div. Lombardia/B, ammesso  |
| U.S. Soresinese                       | dettagli | Soresina (CR)             |                                  | 8ª in 2ª Div. Nord/D                |
| C.S. Trevigliese                      | dettagli | Treviglio (BG)            |                                  | 5ª in 2ª Div. Nord/D                |
| Vis Nova S.C.                         | dettagli | Giussano (MI)             |                                  | 8ª in 2ª Div. Nord/C                |

#### Classifica finale
|  | Pos. | Squadra                 | Pt | G  | V  | N | P  | GF | GS | DR  |
|  | ---- | ----------------------- | -- | -- | -- | - | -- | -- | -- | --- |
|  | 1.   | Desio                   | 36 | 24 | 16 | 4 | 4  | 54 | 22 | +32 |
|  | 2.   | Fiorenzuola 83ª Legione | 35 | 24 | 15 | 5 | 4  | 59 | 19 | +40 |
|  | 3.   | Soresinese              | 31 | 23 | 14 | 3 | 6  | 55 | 30 | +25 |
|  | 4.   | Trevigliese             | 30 | 24 | 13 | 4 | 7  | 60 | 31 | +29 |
|  | 5.   | Cantù                   | 23 | 24 | 9  | 5 | 10 | 55 | 47 | +8  |
|  | 5.   | Pro Palazzolo           | 23 | 23 | 11 | 1 | 11 | 36 | 40 | -4  |
|  | 7.   | Franchi Gregorini       | 22 | 23 | 8  | 6 | 9  | 27 | 32 | -5  |
|  | 8.   | Vis Nova                | 21 | 23 | 9  | 4 | 10 | 35 | 45 | -10 |
|  | 9.   | Lanificio di Manerbio   | 20 | 18 | 9  | 2 | 7  | 32 | 29 | +3  |
|  | 10.  | Falco                   | 19 | 24 | 9  | 7 | 5  | 18 | 46 | -28 |
|  | 11.  | Marelli                 | 16 | 23 | 6  | 4 | 13 | 26 | 49 | -23 |
|  | 12.  | Rhodense                | 15 | 24 | 6  | 3 | 15 | 26 | 52 | -26 |
|  | 13.  | Caratese                | 8  | 23 | 3  | 2 | 18 | 15 | 56 | -41 |

Legenda:

      Promosso in Prima Divisione 1930-1931.
      Ammesso in Prima Divisione a completamento organici.
Note:

Due punti a vittoria, uno a pareggio, zero a sconfitta.

### Girone D

#### Squadre partecipanti
| Club partecipanti          | Rosa     | Città                   | Stadio | Stagione 1928-1929                   |
| -------------------------- | -------- | ----------------------- | ------ | ------------------------------------ |
| U.S. Audace                | dettagli | San Michele Extra (VR)  |        | 1ª in 3ª Div. Veneto/A, promosso     |
| A.C. Bassano               | dettagli | Bassano del Grappa (VI) |        | 7ª in 2ª Div. Nord/D                 |
| G.S. Cantiere San Marco    | dettagli | Trieste                 |        | 2ª in 2ª Div. Nord/F                 |
| U.S. Capodistriana         | dettagli | Capodistria (PL)        |        | 4ª in 2ª Div. Nord/F                 |
| C.S. Dolo                  | dettagli | Dolo (VE)               |        | 4º in 2ª Div. Nord/F                 |
| A.C. "Gianvittore Mezzomo" | dettagli | Feltre (BL)             |        | 1ª in 3ª Div. Veneto/B, promosso     |
| U.S. Mestrina              | dettagli | Ve-Mestre               |        | 6º in 2ª Div. Nord/F                 |
| Dop. Montecatini           | dettagli | Sinigo (BZ)             |        | 1º in 3ª Div. Tridentina/B, promosso |
| U.S. Rovereto              | dettagli | Rovereto (TN)           |        | 6º in 2ª Div. Nord/D                 |
| A.C. San Marco             | dettagli | Venezia                 |        | 3º in 2ª Div. Nord/F                 |
| U.S. Schio                 | dettagli | Schio (VI)              |        | 3º in 2ª Div. Nord/D                 |
| A.C. Trento                | dettagli | Trento                  |        | 13º in 1ª Div. Nord/C, rinuncia      |
| A.C. Valdagno              | dettagli | Valdagno (VI)           |        | 6º in 2ª Div. Nord/D                 |
| A.C. Vicenza               | dettagli | Vicenza                 |        | 2º in 2ª Div. Nord/D                 |

#### Classifica finale
|  | Pos. | Squadra            | Pt       | G  | V  | N | P  | GF | GS | DR  |
|  | ---- | ------------------ | -------- | -- | -- | - | -- | -- | -- | --- |
|  | 1.   | Vicenza            | 36       | 20 | 17 | 2 | 1  | 68 | 22 | +46 |
|  | 2.   | Dolo               | 27       | 20 | 11 | 5 | 4  | 60 | 27 | +33 |
|  | 2.   | San Marco          | 27       | 20 | 9  | 9 | 2  | 28 | 16 | +12 |
|  | 4.   | Cantiere San Marco | 21       | 20 | 9  | 3 | 8  | 36 | 28 | +8  |
|  | 4.   | Audace SME         | 21       | 20 | 8  | 5 | 7  | 35 | 31 | +6  |
|  | 6.   | Bassano            | 20       | 20 | 9  | 2 | 9  | 33 | 34 | -1  |
|  | 7.   | Schio              | 16       | 20 | 6  | 4 | 10 | 22 | 39 | -17 |
|  | 8.   | Gianv. Mezzomo     | 14       | 20 | 6  | 2 | 12 | 22 | 40 | -38 |
|  | 8.   | Valdagno           | 14       | 20 | 7  | 0 | 13 | 24 | 51 | -26 |
|  | 10.  | Mestrina           | 13       | 20 | 5  | 3 | 12 | 23 | 42 | -19 |
|  | 11.  | Rovereto           | 11       | 20 | 2  | 7 | 11 | 24 | 45 | -21 |
|  | ---  | Capodistriana      | Ritirata |    |    |   |    |    |    |     |
|  | ---  | Montecatini        | Ritirato |    |    |   |    |    |    |     |
|  | ---  | Trento             | Ritirato |    |    |   |    |    |    |     |

Legenda:

      Promosso in Prima Divisione 1930-1931.
      Ammesso in Prima Divisione a completamento organici.
Note:

Due punti a vittoria, uno a pareggio, zero a sconfitta.
Le Cartiere San Marco furono annesse dai concittadini di categoria superiore dell'ASPE che divenne Esperia Trieste.

### Girone E

#### Squadre partecipanti
| Club partecipanti            | Rosa     | Città                          | Stadio              | Stagione 1928-1929                     |
| ---------------------------- | -------- | ------------------------------ | ------------------- | -------------------------------------- |
| S.P.L. Alma Juventus Fano    | dettagli | Fano (PS)                      |                     | 2ª in 3ª Div. Marche, ammessa          |
| Club F.Baracca S.C. Pro Lugo | dettagli | Lugo (RA)                      |                     | 5ª in 2ª Div. Nord/E                   |
| Pol. Casalecchio             | dettagli | Casalecchio di Reno (BO)       |                     | 10ª in 2ª Div. Nord/E                  |
| S.C. Finale                  | dettagli | Finale Emilia (MO)             |                     | 3ª in 2ª Div. Nord/E                   |
| U.S. Imolese                 | dettagli | Imola (BO)                     |                     | 2ª in 3ª Div. Emilia/B, ammessa        |
| A.C. Molinella               | dettagli | Molinella (BO)                 |                     | 7ª in 2ª Div. Nord/E                   |
| S.G. Persicetana             | dettagli | San Giovanni in Persiceto (BO) |                     | 8ª in 2ª Div. Nord/E                   |
| Dop. Pro Italia              | dettagli | Correggio (RE)                 |                     | 1ª in 3ª Div. Emilia/A, ammessa        |
| A.C. Ravenna                 | dettagli | Ravenna                        |                     | 4ª in 2ª Div. Nord/E                   |
| U.S. Renato Serra            | dettagli | Cesena (FO)                    | Ippodromo del Savio | 11ª in 2ª Div. Nord/E                  |
| U.S. Russi                   | dettagli | Russi (RA)                     |                     | 8ª in 2ª Div. Nord/E                   |
| A.C. Spilamberto             | dettagli | Spilamberto (MO)               |                     | 1ª in 3ª Div.Emilia/1ª fin.F, promossa |

#### Classifica finale
|  | Pos. | Squadra      | Pt | G  | V  | N | P  | GF | GS | DR  |
|  | ---- | ------------ | -- | -- | -- | - | -- | -- | -- | --- |
|  | 1.   | Ravenna      | 32 | 22 | 15 | 2 | 5  | 60 | 20 | +40 |
|  | 2.   | Finale       | 28 | 22 | 12 | 4 | 6  | 46 | 30 | +16 |
|  | 2.   | Spilamberto  | 28 | 22 | 13 | 2 | 7  | 51 | 40 | +11 |
|  | 4.   | Pro Italia   | 27 | 22 | 12 | 3 | 7  | 56 | 38 | +18 |
|  | 5.   | Baracca Lugo | 25 | 22 | 10 | 5 | 7  | 40 | 25 | +15 |
|  | 5.   | Molinella    | 25 | 22 | 11 | 3 | 8  | 40 | 38 | +2  |
|  | 7.   | Casalecchio  | 23 | 22 | 9  | 5 | 8  | 40 | 39 | +1  |
|  | 8.   | Russi        | 22 | 22 | 8  | 6 | 8  | 42 | 33 | +9  |
|  | 9.   | Fano         | 20 | 22 | 7  | 6 | 9  | 30 | 32 | -2  |
|  | 10.  | Imolese      | 15 | 22 | 6  | 3 | 13 | 32 | 53 | -21 |
|  | 10.  | Renato Serra | 15 | 22 | 4  | 7 | 11 | 20 | 45 | -25 |
|  | 12.  | Persicetana  | 4  | 22 | 2  | 0 | 20 | 14 | 78 | -64 |

Legenda:

      Promosso in Prima Divisione 1930-1931.
      Ammesso in Prima Divisione a completamento organici.
Note:

Due punti a vittoria, uno a pareggio, zero a sconfitta.

### Girone F

#### Squadre partecipanti
| Club partecipanti              | Rosa     | Città                    | Stadio | Stagione 1928-1929                      |
| ------------------------------ | -------- | ------------------------ | ------ | --------------------------------------- |
| Ass. Riunite Sportive (A.R.S.) | dettagli | Sesto Fiorentino (FI)    |        | 12ª in 2ª Div. Nord/G                   |
| U.S. Colligiana                | dettagli | Colle di Val d'Elsa (SI) |        | 5ª in 2ª Div. Nord/G                    |
| G.S. F.I.L.                    | dettagli | Livorno                  |        | 5ª in 2ª Div. Nord/G                    |
| Juventus F.C.                  | dettagli | Arezzo                   |        | 5º in 2ª Div. Nord/G                    |
| G.S. Littorio                  | dettagli | Firenze                  |        | 1ª in 3ª Div. Toscana/A-fin.G, ammessa  |
| U.S. Montecatini               | dettagli | Montecatini (PT)         |        | 10º in 2ª Div. Nord/G                   |
| S.C. Pietrasanta               | dettagli | Pietrasanta (LU)         |        | 2º in 2ª Div. Nord/G                    |
| U.S. Pontedera                 | dettagli | Pontedera (PI)           |        | 4º in 2ª Div. Nord/G                    |
| Dop. Portuale                  | dettagli | Livorno                  |        | 2ª in 3ª Div. Toscana/B, ammesso        |
| G.S.F. Rifredi                 | dettagli | Firenze                  |        | 2º in 3ª Div. Toscana/A, ammesso        |
| S.S. Robur                     | dettagli | Siena                    |        | 5º in 2ª Div. Nord/G                    |
| U.S. Sempre Avanti             | dettagli | Piombino (LI)            |        | 3º in 2ª Div. Nord/G                    |
| S.S. delle Signe               | dettagli | Signa (FI)               |        | 5º in 2ª Div. Nord/G                    |
| G.S. Solvay                    | dettagli | Rosignano Solvay (LI)    |        | 1ª in 3ª Div. Toscana/B-fin.G, promossa |

#### Classifica finale
|  | Pos. | Squadra         | Pt      | G  | V  | N | P  | GF | GS | DR  |
|  | ---- | --------------- | ------- | -- | -- | - | -- | -- | -- | --- |
|  | 1.   | Portuale        | 38      | 24 | 17 | 4 | 3  | 72 | 21 | +51 |
|  | 2.   | Littorio        | 33      | 24 | 13 | 7 | 4  | 49 | 25 | +24 |
|  | 3.   | Sempre Avanti   | 31      | 24 | 13 | 5 | 6  | 47 | 27 | +20 |
|  | 4.   | Siena           | 30      | 24 | 13 | 4 | 7  | 50 | 35 | +15 |
|  | 5.   | Montecatini     | 29      | 24 | 12 | 5 | 7  | 52 | 37 | +15 |
|  | 6.   | F.I.L.          | 25      | 24 | 10 | 5 | 9  | 51 | 38 | +13 |
|  | 6.   | Pontedera       | 25      | 24 | 11 | 3 | 10 | 39 | 39 | 0   |
|  | 8.   | Pietrasanta     | 22      | 24 | 8  | 6 | 10 | 60 | 43 | +17 |
|  | 9.   | Juventus Arezzo | 19      | 24 | 7  | 5 | 12 | 31 | 53 | -22 |
|  | 10.  | Colligiana      | 16      | 24 | 7  | 2 | 15 | 37 | 76 | -39 |
|  | 11.  | Solvay          | 15      | 24 | 6  | 3 | 15 | 38 | 62 | -24 |
|  | 11.  | Rifredi         | 15      | 24 | 6  | 3 | 15 | 26 | 58 | -32 |
|  | 13.  | A.R.S.          | 14      | 24 | 5  | 4 | 15 | 24 | 62 | -38 |
|  | ---  | Signe           | Esclusa |    |    |   |    |    |    |     |

Legenda:

      Promosso in Prima Divisione 1930-1931.
      Ammesso in Prima Divisione a completamento organici.
Note:

Due punti a vittoria, uno a pareggio, zero a sconfitta.

## Direttorio Meridionale

### Girone A

#### Squadre partecipanti
| Club partecipanti       | Rosa     | Città                         | Stadio | Stagione 1928-1929            |
| ----------------------- | -------- | ----------------------------- | ------ | ----------------------------- |
| U.S. Fascista Bagnolese | dettagli | Napoli-Bagnoli                |        | 3ª in 3ª Div. Campania        |
| S.S. Catania            | dettagli | Catania                       |        | Club di nuova affiliazione    |
| A.S. Fascista Cosenza   | dettagli | Cosenza                       |        | 1ª in 3ª Div. Calabria        |
| Cotoniere Angri         | dettagli | Angri (SA)                    |        | 1ª in 3ª Div. Campania        |
| U.S. Gladiator          | dettagli | Santa Maria Capua Vetere (CE) |        | 2ª in 3ª Div. Campania        |
| Nola F.C.               | dettagli | Nola (NA)                     |        | 5ª nel Camp.Mer./D (Campania) |
| U.S. Fascista Paganese  | dettagli | Pagani (SA)                   |        | 4ª in 3ª Div. Campania        |
| U.S. Peloro             | dettagli | Messina                       |        | 6ª nel Camp.Mer./D (Sicilia)  |
| Puteolana F.C.          | dettagli | Pozzuoli (NA)                 |        | Campionato ULIC               |
| U.S. Reggina            | dettagli | Reggio Calabria               |        | 5ª nel Camp.Mer./D (Sicilia)  |

#### Classifica finale
|  | Pos. | Squadra         | Pt | G  | V  | N | P  | GF | GS | DR  |
|  | ---- | --------------- | -- | -- | -- | - | -- | -- | -- | --- |
|  | 1.   | Paganese        | 29 | 18 | 12 | 5 | 1  | 33 | 11 | +22 |
|  | 2.   | Reggina         | 28 | 18 | 12 | 4 | 2  | 56 | 16 | +40 |
|  | 3.   | Gladiator       | 25 | 18 | 10 | 5 | 3  | 33 | 17 | +16 |
|  | 4.   | Bagnolese       | 20 | 18 | 9  | 2 | 7  | 34 | 17 | +17 |
|  | 5.   | Nola            | 19 | 18 | 7  | 5 | 6  | 33 | 26 | +7  |
|  | 6.   | Cotoniere Angri | 18 | 18 | 7  | 4 | 7  | 38 | 25 | +13 |
|  | 7.   | Cosenza         | 17 | 18 | 7  | 3 | 8  | 22 | 24 | -2  |
|  | 8.   | Peloro          | 14 | 18 | 4  | 6 | 8  | 30 | 32 | -2  |
|  | 9.   | Catania         | 10 | 18 | 4  | 2 | 12 | 21 | 62 | -41 |
|  | 10.  | Puteolana       | 0  | 18 | 0  | 0 | 18 | 12 | 82 | -70 |

Verdetti
- Paganese e Reggina sono ammesse al girone di Finale per la promozione in Prima Divisione 1930-1931.
- Gladiator, Angri, Cosenza, Catania e Bagnolese promosse d'ufficio.

### Girone B

#### Squadre partecipanti
| Club partecipanti              | Rosa     | Città         | Stadio | Stagione 1928-1929         |
| ------------------------------ | -------- | ------------- | ------ | -------------------------- |
| 115ª Legione M.V.S.N.          | dettagli | Viterbo       |        | 8ª nel Camp.Mer./A         |
| S.S. Ardita                    | dettagli | Roma          |        | 10ª nel Camp.Mer./A        |
| S.S. Ascoli                    | dettagli | Ascoli Piceno |        | 8ª nel Camp.Mer./B         |
| S.S. Augusta                   | dettagli | Roma          |        | Club di nuova affiliazione |
| Juventus F.C.                  | dettagli | Roma          |        | 7ª nel Camp.Mer./A         |
| G.S. Monteponi                 | dettagli | Iglesias (CA) |        | 1ª in 3ª Div. Sardegna     |
| A.S. Ostiense Tramvie Castelli | dettagli | Roma          |        | 3ª nel Camp.Mer./A         |

#### Classifica finale
|  | Pos. | Squadra                   | Pt       | G  | V | N | P | GF | GS | DR  |
|  | ---- | ------------------------- | -------- | -- | - | - | - | -- | -- | --- |
|  | 1.   | Vigor Ascoli              | 18       | 10 | 9 | 0 | 1 | 24 | 6  | +18 |
|  | 2.   | 115ª Legione MVSN Viterbo | 14       | 10 | 6 | 2 | 2 | 19 | 9  | +10 |
|  | 3.   | Ardita Roma               | 10       | 10 | 5 | 0 | 5 | 13 | 14 | -1  |
|  | 4.   | Augusta Roma              | 8        | 10 | 3 | 2 | 5 | 15 | 16 | -1  |
|  | 4.   | Ostiense Tramvie Castelli | 8        | 10 | 4 | 0 | 6 | 11 | 14 | -3  |
|  | 6.   | Juventus Roma (-1)        | 1        | 10 | 0 | 2 | 8 | 4  | 27 | -23 |
|  | --   | Iglesias                  | Ritirato |    |   |   |   |    |    |     |

Verdetti
- L'Ascoli e 115.a Legione Viterbo sono ammesse al girone di Finale per la promozione. Tuttavia la Legione si ritira e si scioglie.
- Il G.S. Monteponi di Iglesias si è ritirato all'8ª giornata.
- L'A.S. Monti "Gian Vittore Mezzomo" di Roma, L'A.S. Trastevere di Roma e il C.S. Romano Virtus di Roma si sono ritirate prima dell'inizio del campionato.

### Girone C

#### Squadre partecipanti
| Club partecipanti       | Rosa     | Città                | Stadio | Stagione 1928-1929        |
| ----------------------- | -------- | -------------------- | ------ | ------------------------- |
| U.S. Biscegliese        | dettagli | Bisceglie (BA)       |        | 4ª nel Camp.Mer./C        |
| Pol. Brindisi           | dettagli | Brindisi             |        | 2ª in 3ª Div. Puglia/Fin. |
| U.S. Fascista De Pinedo | dettagli | Andria (BA)          |        | 5ª in 3ª Div. Puglia/A    |
| U.S. Gioia              | dettagli | Gioia del Colle (BA) |        | 7ª nel Camp.Mer./C        |
| U.S. Molfetta           | dettagli | Molfetta (BA)        |        | 6ª nel Camp.Mer./C        |
| U.S. Pro Italia         | dettagli | Galatina (LE)        |        | 1ª in 3ª Div. Puglia/Fin. |
| U.S. San Pasquale       | dettagli | Bari                 |        | 7ª nel Camp.Mer./C        |
| U.S. Trani              | dettagli | Trani (BA)           |        | 2ª in 3ª Div. Puglia/Fin. |

#### Classifica finale
|  | Pos. | Squadra             | Pt | G  | V  | N | P | GF | GS | DR  |
|  | ---- | ------------------- | -- | -- | -- | - | - | -- | -- | --- |
|  | 1.   | Molfetta            | 22 | 14 | 10 | 2 | 2 | 32 | 16 | +16 |
|  | 2.   | Trani               | 21 | 14 | 9  | 3 | 2 | 24 | 12 | +12 |
|  | 3.   | Biscegliese         | 18 | 14 | 8  | 2 | 4 | 27 | 16 | +9  |
|  | 4.   | Brindisi            | 14 | 14 | 6  | 2 | 6 | 27 | 26 | +1  |
|  | 5.   | San Pasquale Bari   | 12 | 14 | 4  | 4 | 6 | 18 | 27 | -9  |
|  | 6.   | Gioia               | 9  | 14 | 3  | 3 | 8 | 21 | 27 | -6  |
|  | 7.   | De Pinedo           | 8  | 14 | 2  | 4 | 8 | 10 | 23 | -13 |
|  | 7.   | Pro Italia Galatina | 8  | 14 | 3  | 2 | 9 | 13 | 25 | -12 |

Verdetti
- Molfetta e Trani sono ammesse al girone di Finale per la promozione in Prima Divisione 1930-31.
- Brindisi e Biscegliese promosse d'ufficio.
- La Pippo Massangioli di Chieti si è ritirata prima dell'inizio del campionato.

### Girone finale
Ascoli e 115.a Legione M.V.S.N. Viterbo hanno rinunciato a disputare il girone di finale.

#### Classifica finale
|  | Pos. | Squadra  | Pt       | G | V | N | P | GF | GS | DR |
|  | ---- | -------- | -------- | - | - | - | - | -- | -- | -- |
|  | 1.   | Reggina  | 6        | 4 | 2 | 2 | 0 | 10 | 2  | +8 |
|  | 2.   | Trani    | 4        | 4 | 1 | 2 | 1 | 3  | 4  | -1 |
|  | 3.   | Molfetta | 1        | 4 | 0 | 2 | 2 | 1  | 8  | -7 |
|  | --   | Paganese | Ritirata |   |   |   |   |    |    |    |

Verdetti
- La Reggina è Campione di Seconda Divisione Sud 1930-1931.
- La Paganese si è ritirata alla 3ª giornata di andata.
- Ascoli, Molfetta, Reggina e Trani sono promosse in Prima Divisione Sud.
- 115.a Legione M.V.S.N. Viterbo seppur promossa si scioglie per problemi finanziari e rimane inattiva.
- Alla compilazione dei quadri di Prima Divisione 1930-1931 furono ammesse per la Seconda Divisione Sud: Bagnolese, Biscegliese, Brindisi, Catania, Cosenza e Gladiator. Furono ammesse anche Perugia, Savoia di Torre Annunziata e la Catanzarese che avevano disputato i campionati regionali di Terza Divisione 1928-1929.

### Giornali
- Comunicati ufficiali del D.D.I. Nord, D.D.I. Sud e Direttorio Meridionale pubblicati da Il Littoriale per gli anni 1928 e 1929:
  - Biblioteca Nazionale Braidense da settembre 1928 a dicembre 1929;
  - Biblioteca Nazionale Centrale di Firenze da settembre 1928 al 1943;
  - Biblioteca Universitaria di Bologna da settembre 1928 a dicembre 1929;
  - Biblioteca Universitaria di Pavia da settembre 1928 a giugno 1929;
  - Biblioteca Universitaria di Padova da settembre 1928 a giugno 1929;
  - Biblioteca del C.O.N.I. di Roma).

### Libri
- Luigi Saverio Bertazzoni, Annuario Italiano del Giuoco del Calcio, compilazione commissionata dalla F.I.G.C. - 4 volumi editi a Modena: 1927, 1929, 1930-31 e 1932; presso Bibl.Estense Univ.Modena e Bibl.Naz.Centrale Firenze. Contiene l'elenco delle società affiliate e i rispettivi direttivi, ma solo per la prima edizione. Classifiche ufficiali di tutti i campionati della relativa stagione. Cronistoria completa dell'U.L.I.C..